# Béni Ounif
Beni Ounif là một đô thị thuộc tỉnh Béchar, Algérie. Dân số thời điểm năm 2002 là 8.199 người.